# ABS-CBN Corporation
ABS-CBN Corporation is het grootste mediaconglomeraat van de Filipijnen. De belangrijkste onderdelen van het bedrijf zijn de radio- en televisiezenders. Daarnaast produceert ABS-CBN ook film- en televisieproducties voor de Filipijnse en de internationale markt, is het bedrijf actief op internet en geeft het tijdschriften uit. ABS-CBN, dat onderdeel uitmaakt van de Lopez Group of Companies, werd opgericht op 13 juni 1946 en is een van de ongeveer 30 bedrijven die is genoteerd aan de belangrijkste index van de Philippine Stock Exchange.